# Adela Riera i Carré
Adela Riera i Carré (Figueres, 5 de juliol de 1900 – Figueres, 14 de febrer de 1959) fou del 1927 al 1952 bibliotecària i directora de la Biblioteca Popular de Figueres –anomenada des de 1969 Biblioteca Fages de Climent.

## Biografia
Adela Riera, filla de Joan Riera Gaspar i Manel·la Carré Carbó, era la gran de quatre germans, i fou la única que va estudiar una carrera.
El 31 d'octubre de 1919 va entrar a estudiar a l'Escola Superior de Bibliotecàries de Barcelona. Un cop finalitzats els estudis, el 20 de juliol de 1922, la seva primera feina fou d'auxiliar a la Biblioteca Popular del Vendrell. Uns mesos més tard fou nomenada directora de la biblioteca, càrrec que ocupar fins a l'any 1924 quan va demanar una excedència per motius de salut.
El 27 de maig de 1925 Adela Riera va entrar a treballar a la biblioteca d'Olot fent tasques d'auxiliar de biblioteca. Va ser allà on va conèixer el que seria el seu marit, Antoni Roca Agustí. Es van casar a Figueres l'any 1928 i van tenir dos fills, l'Adela i en Joan. Dos anys abans, Adela Riera havia entrat a treballar a la biblioteca de Figueres i, des de l'agost de 1927, la dirigia substituint Aurèlia Sabanés Durich.
Adela Riera era simpatitzant d'ERC. L'agost de 1931 va intervenir en un míting de propaganda pro-plebiscit femení a favor de l'Estatut de Catalunya, juntament amb Lola Cos Roget i Josep Puig Pujades. I durant la guerra, com d'altres companyes, es va afiliar a la UGT. Aquests fets van suposar-li una sanció a l'inici de la postguerra.
El 7 d'agost del 1939, després d'una primera causa judicial, el jutge Carlos Galán Calderón va rebre un informe expedit per la FET i la JONS on s'especificava que Adela Riera era una persona amb una bona conducta, però amb idees d'esquerres i simpatitzant del govern republicà. A causa d'aquest fet, es va obrir un expedient a la bibliotecària que la suspenia de feina i sou i va ser substituïda per Antònia Feixas. Riera va recórrer la sanció i el jutge va demanar un segon informe a la Falange figuerenca, que mai va arribar. D'aquesta manera, el 15 de gener del 1940, Adela Riera es va poder tornar a reincorporar a la feina. De totes maneres, no va ser l'última vegada que es veuria suspesa de sou i feina per motius ideològics.
El febrer de 1959 moria a Figueres, a l'edat de 58 anys.

## L'art d'extingir incendis[9]i la "poda" de llibres[1]
El setembre de l'any 1936 el Comitè Antifeixista de Figueres va demanar la retirada de "les obres de política de tendència dretista i també les religioses de caràcter dogmàtic" del fons de la Biblioteca Popular. En total es van depurar 200 volums, dels quals se'n pretenien cremar un centenar. La posició decidida d'Adela Riera va permetre la preservació dels llibres, i el maig de 1937 es van poder reincorporar de nou al fons.
Per altra banda, la directora de la Biblioteca Popular i la seva companya, Antònia Feixas, van tenir un paper essencial en la salvaguarda dels fons requisats de les biblioteques particulars. L'agost de 1936, Adela Riera es va oferir al Comitè per tal de supervisar els llibres confiscats i evitar així la destrucció d'obres de valor. Les bibliotecàries de Figueres van participar en el control de materials provinents de la llibreria i la impremta del setmanari La Veu de l'Empordà, de les cases d'Alfons Cusí, Eusebi de Puig i Francesc Castellví, de la Cambra Agrícola de l'Empordà, del col·legi de Fortianell, etc.
El 8 de febrer les tropes franquistes van entrar a Figueres. Adela Riera va visitar la biblioteca el dia 9 de febrer del 1939 per constatar l'impacte del bombardeig que havia patit la ciutat dies abans. La bibliotecària va demanar al nou alcalde, Josep Jou, que enviés peons per retirar els llibres enterrats sota la runa.
Un parell d'anys abans, l'any 1937, el govern franquista va crear comissions depuradores encarregades d'anar a totes les biblioteques públiques, popular i escolars per tal de retirar tot aquell material que contingués idees de caràcter immoral o de doctrina marxista. Em resum, tot allò que anés en contra de les idees del bàndol nacional. A Figueres, aquestes tasques es van iniciar a l'agost del 1939.
L'abril de 1940, es va donar per finalitzada la tasca amb un total de 210 volums i fullets. Aquestes obres van romandre a la Biblioteca un any, temps que Adela Riera va aprofitar per escriure al cap de Cultura de la Diputació de Girona, per parlar del tema i intentar posar-hi remei. L'any 1941, però, es va fer efectiu el trasllat dels llibres i Antònia Freixas ho va supervisar, ja que Adela Riera es va haver d'absentar de Figueres. Durant anys, Riera va intentar que les obres tornessin a la Biblioteca Popular de Figueres, sense èxit. No va ser fins al 21 de desembre del 1999 que la Diputació de Girona va fer el lliurament de 103 obres que havien estat retirades del fons figuerenc per motius ideològics.